# Faustball-Europameisterschaft der Frauen 2017
Die 16. Faustball-Europameisterschaft der Frauen fand am 26. und 27. August 2017 in Calw (Deutschland) gleichzeitig mit der Europameisterschaft 2017 für U21-Mannschaften statt. Deutschland war zum fünften Mal Ausrichter der Faustball-Europameisterschaft der Frauen. Die Gastgebernation Deutschland war nach dem Erfolg bei der Faustball-Europameisterschaft 2015 in Italien Titelverteidiger.

## Teilnehmer
Von den europäischen Mitgliedsnationen der International Fistball Association nahmen 2017 vier Nationen an den Europameisterschaften der Frauen in Calw teil.
- Österreich
- Schweiz
- Italien
- Deutschland (Titelverteidiger/Gastgeber)

## Spielplan

### Vorrunde
Zunächst trafen alle vier teilnehmenden Nationen in einer Vorrunde im Modus "Jeder-gegen-Jeden" aufeinander.
| Rang | Team        | Sätze | Ballverh. | Punkte |
| ---- | ----------- | ----- | --------- | ------ |
| 1.   | Deutschland | 9:2   | 119:74    | 6:0    |
| 2.   | Österreich  | 8:4   | 121:89    | 4:2    |
| 3.   | Schweiz     | 4:6   | 81:90     | 2:4    |
| 4.   | Italien     | 0:9   | 39:99     | 0:6    |

| 26.08.2017 | Deutschland | – | Italien    | 3:0 | (11:3, 11:8, 11:2)              |
| 26.08.2017 | Schweiz     | – | Österreich | 1:3 | (12:10, 6:11, 8:11, 6:11)       |
| 26.08.2017 | Deutschland | – | Österreich | 3:2 | (11:8, 11:6, 11:13, 9:11, 11:7) |
| 26.08.2017 | Italien     | – | Schweiz    | 0:3 | (6:11, 4:11, 4:11)              |
| 26.08.2017 | Deutschland | – | Schweiz    | 3:0 | (11:4, 11:7, 11:5)              |
| 26.08.2017 | Österreich  | – | Italien    | 3:0 | (11:2, 11:5, 11:5)              |

## Qualifikationsspiel für das Spiel um Platz 3
| 27.08.2017 | Österreich | – | Schweiz | 3:0 | (11:4, 11:6, 11:3) |

## Platzierungs- und Finalspiele
| Spiel um Platz 3 | Spiel um Platz 3 | Spiel um Platz 3 | Spiel um Platz 3 | Spiel um Platz 3 | Spiel um Platz 3    | Spiel um Platz 3 | Spiel um Platz 3 |
| ---------------- | ---------------- | ---------------- | ---------------- | ---------------- | ------------------- | ---------------- | ---------------- |
| 27.08.2017       | Schweiz          | –                | Italien          | 3:0              | (11:6, 11:5, 11:8)  |                  |                  |
| Finale           |                  |                  |                  |                  |                     |                  |                  |
| 27.08.2017       | Deutschland      | –                | Österreich       | 3:0              | (11:5, 12:10, 11:4) |                  |                  |

## Endergebnis
| Platz | Land        | Flagge      | Code |
| ----- | ----------- | ----------- | ---- |
| 1.    | Deutschland | Deutschland | GER  |
| 2.    | Österreich  | Osterreich  | AUT  |
| 3.    | Schweiz     | Schweiz     | SUI  |
| 4.    | Italien     | Italien     | ITA  |